# Región de Vlasenica
La Región de Vlasenica (con las ciudades de Vlasenica, Srebrenica y Zvornik) es una de las siete regiones de la República Srpska, una de las entidades que forman Bosnia y Herzegovina. El centro administrativo de la región es Zvornik, y está localizada al nordeste del país.

## Lista de Municipios
1. Bratunac
2. Milići
3. Osmaci
4. Srebrenica
5. Šekovići
6. Vlasenica
7. Zvornik

- Datos: Q1188578
- Multimedia: Vlasenica Region / Q1188578